# Yasmin Pietsch
Yasmin Pietsch (* 3. August 1991 in Wuppertal) ist eine deutsche Fußballspielerin. Die Mittelfeldspielerin spielt für den 1. FC Köln.

## Werdegang

### Vereinsfußball
Pietsch begann ihre Fußballkarriere bei der JSG Herschbach/Schenkelberg in einer Jungenmannschaft. Im Jahre 1999 wechselte sie zum TuS Montabaur, mit dem sie in der Folge sieben Mal Rheinlandmeister wurde. Von 2005 bis April 2008 spielte sie für den 1. FFC Frankfurt, zuletzt in der II. Mannschaft in der Zweiten Bundesliga. 2006 wurde sie mit der Mädchenmannschaft süddeutsche Meisterin. Beim SC 07 Bad Neuenahr trat sie in der Saison 2008/09 in der Fußball-Bundesliga der Frauen an. In der Saison 2010/11 spielte Pietsch beim 1. FFC Montabaur, bei dem sie Mitte 2011 vorerst ihre Laufbahn aus beruflichen Gründen beendete.
Seit 2013 spielt Yasmin Pietsch für den 1. FC Köln. Dort kommt sie überwiegend in der Reservemannschaft zum Einsatz, die zunächst in der 2. Bundesliga und aktuell in der Regionalliga West spielt.

### Auswahlmannschaften
Yasmin Pietsch hat etwa 30 Spiele für den Fußballverband Rheinland und ca. 15 Spiele für den hessischen Fußballverband in Jugendauswahlen bestritten. Dabei wurde sie 2006 Länderpokalsiegerin mit der hessischen U-15.
Mit der U17-Nationalmannschaft hat sie an der EM-Qualifikation teilgenommen und sowohl beim Nordic Cup als auch beim Vier-Nationen-Turnier in Neuseeland den zweiten Platz belegt.